# Rhinoclemmys pulcherrima
Rhinoclemmys pulcherrima là một loài rùa trong họ Emydidae. Loài này được Gray mô tả khoa học đầu tiên năm 1855.

## Hình ảnh

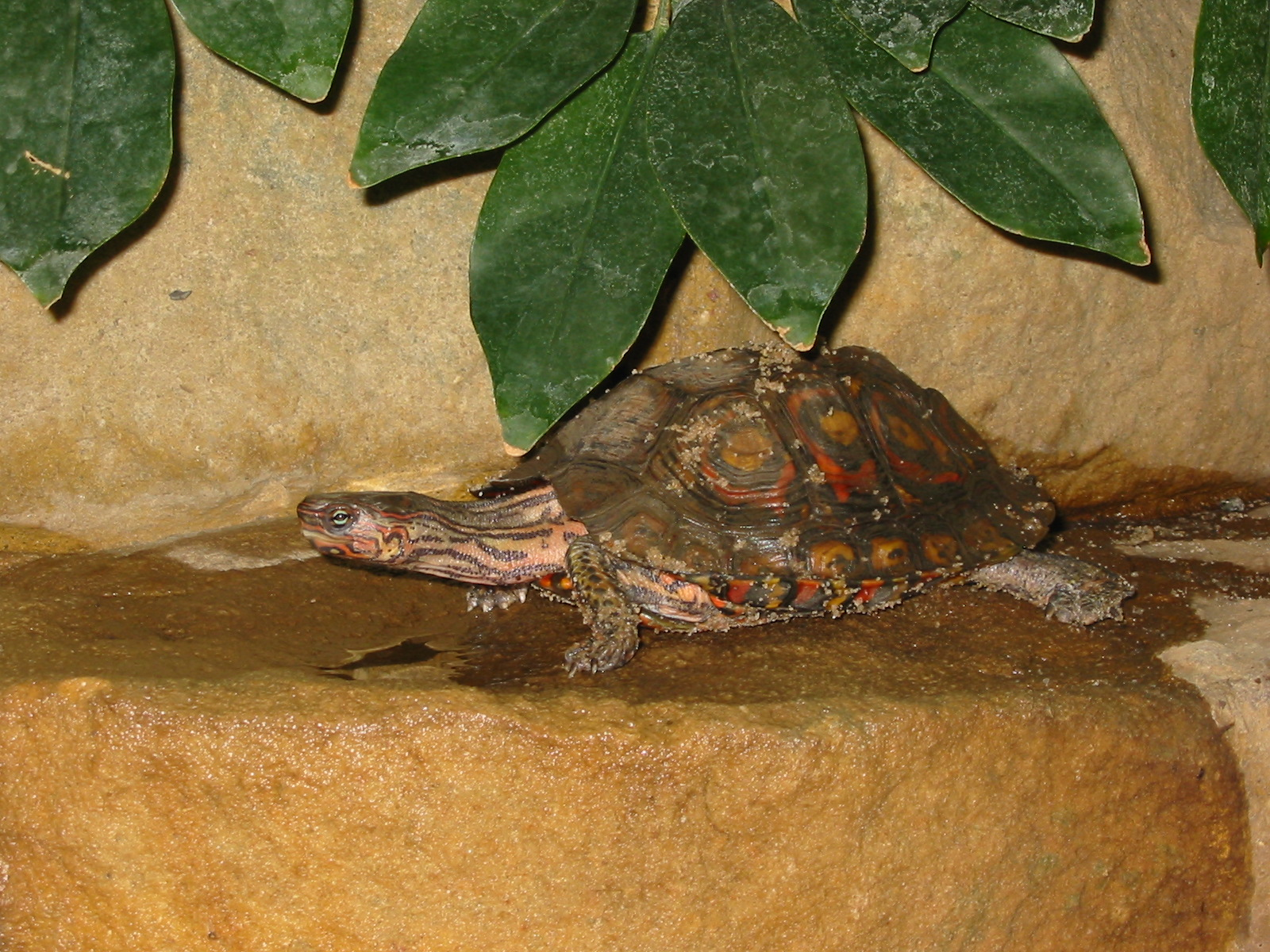
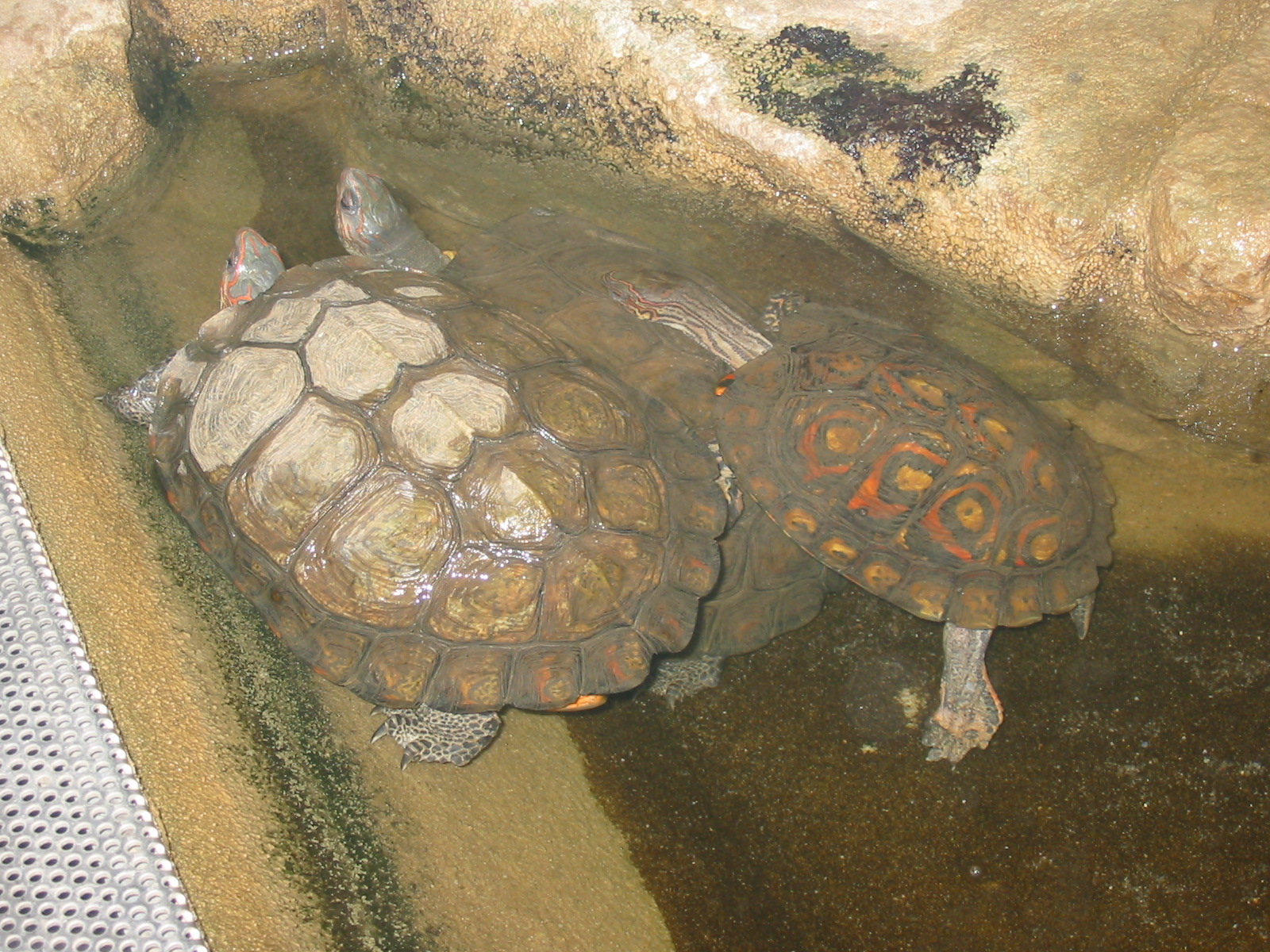
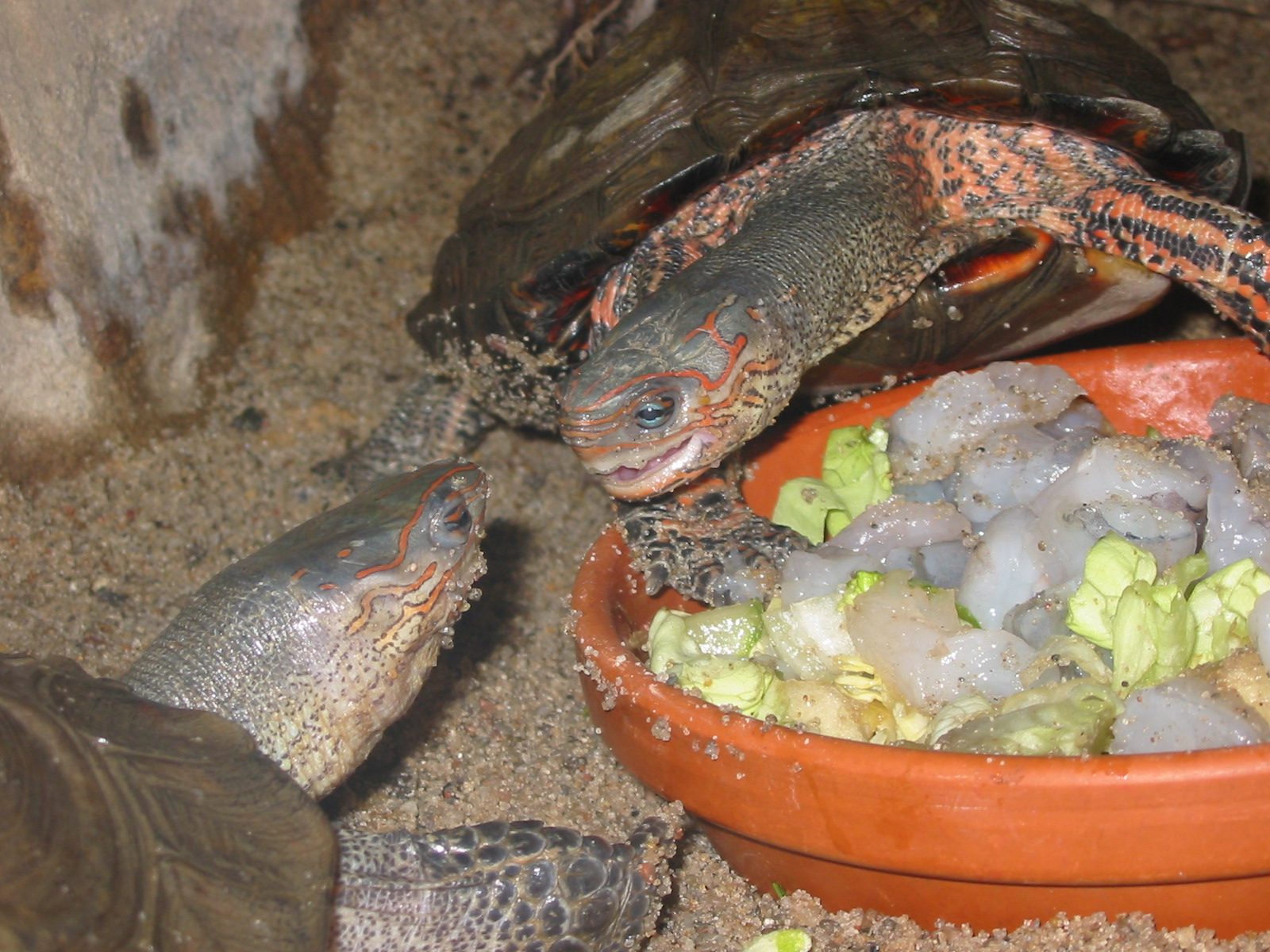
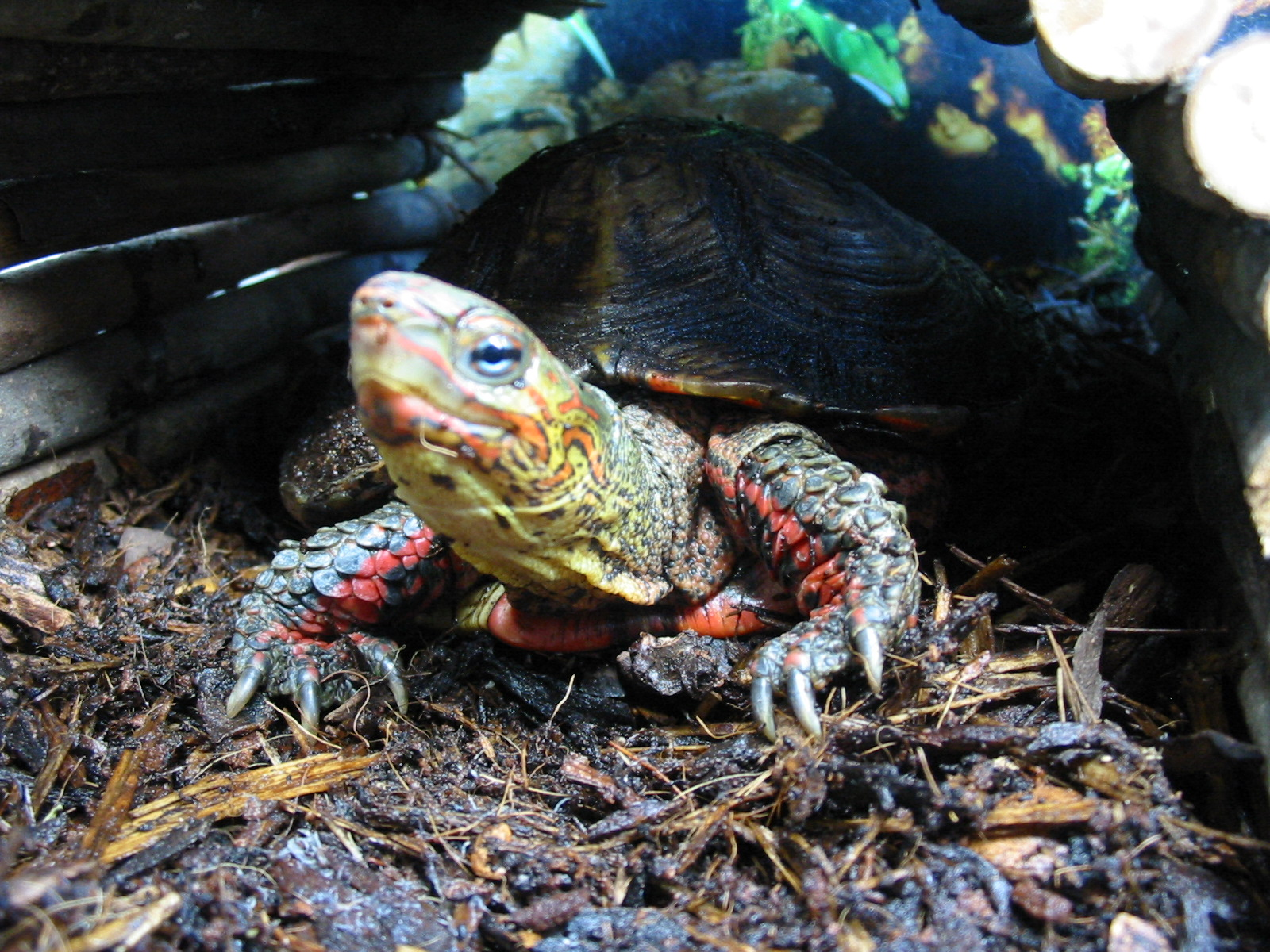
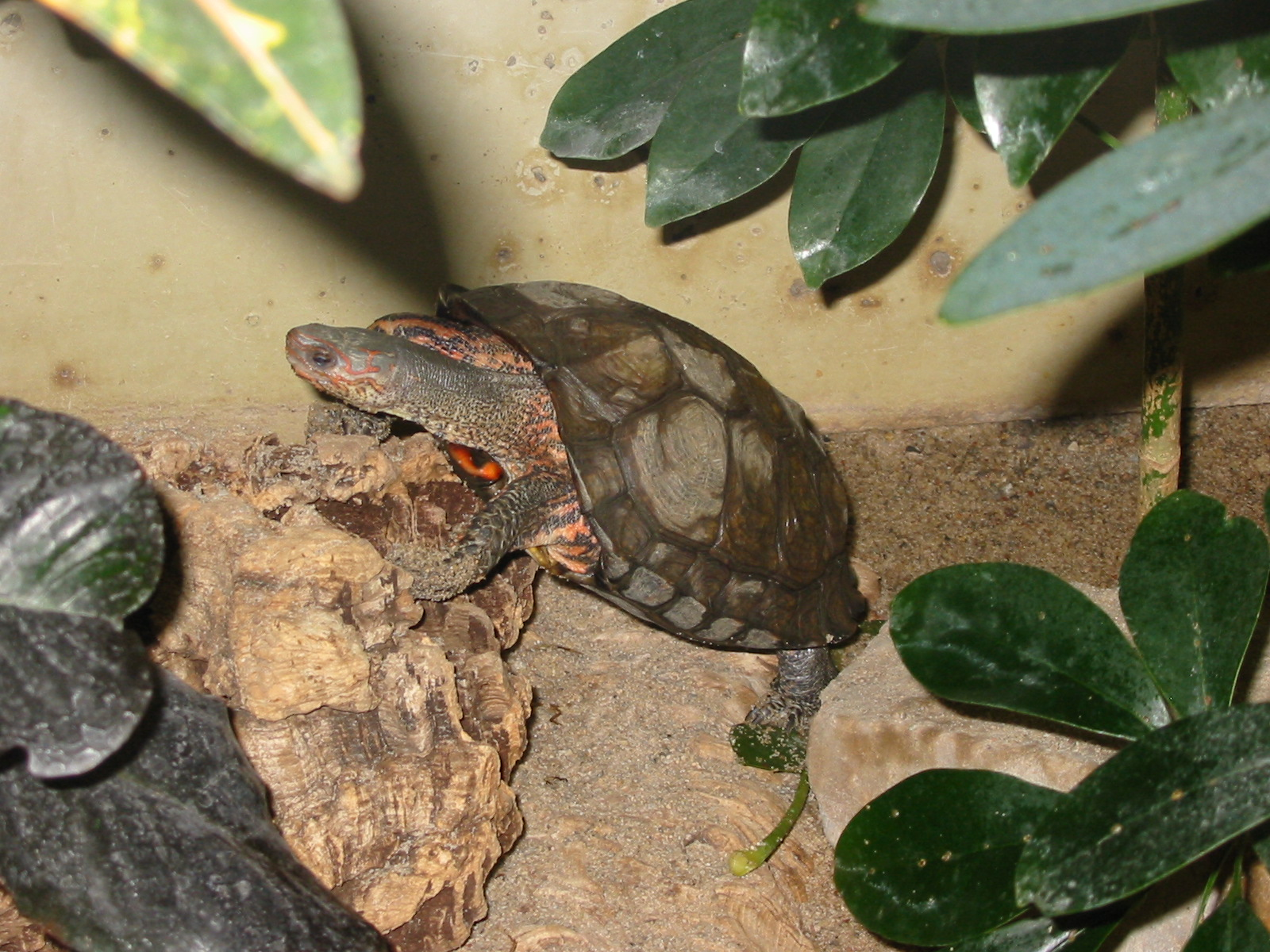
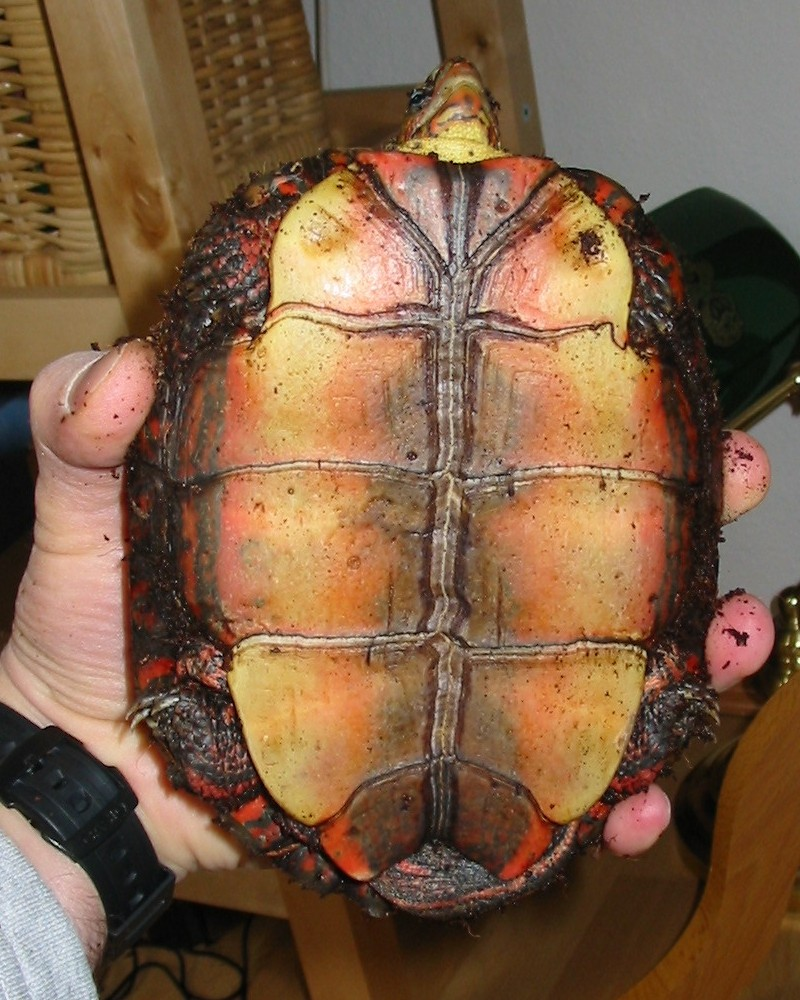